# Schuine streep
De schuine streep (/), schrap of Duitse komma, in computerterminologie ook (forward) slash, is een leesteken.

## Gebruik

### Taal
In de taal wordt de schuine streep onder meer gebruikt:
- om een keuzemogelijkheid aan te geven: hij/zij in plaats van hij of zij.
- als breukstreep of gedeeld door: 1/3 (een derde); km/h (kilometer per uur).
- in bepaalde afkortingen, bijvoorbeeld: t/m (tot en met), a/d (aan de), p/a (per adres).
- om, bij het citeren van een gedicht, de oorspronkelijke regeleinden aan te geven, bijvoorbeeld: 'Denkend aan Holland / zie ik brede rivieren / traag door oneindig / laagland gaan'.[1]
- als diakritisch teken in sommige talen (Bijvoorbeeld: Ø en ø (Deens, Noors en Faeröers), Ł en ł (Pools en Sorbisch)).
- in sport om een seizoen aan te geven. Het voetbalseizoen 2011/12 of 2011/2012 loopt van najaar 2011 tot en met het voorjaar van 2012.
- een recente toepassing is het gebruik om een totaal aantal aan te geven, onder andere bij paginanummers. De schrijfwijze pagina 3/8 betekent dan: dit is pagina 3 van in totaal 8 pagina's.
- om een datum weer te geven staat 09/12/11 voor 9 december 2011 in veel Europese landen, en voor 12 september 2011 in de Verenigde Staten. In het Nederlands gaat de voorkeur uit naar streepjes of punten in de datumnotatie.[2]
- als aanduiding voor 24 uur per dag en zeven dagen per week: 24/7.[3]

### Computers
Wanneer het om computertermen gaat, wordt de schuine streep meestal slash of forward slash genoemd.
Het teken wordt gebruikt:
- Voorafgaand aan een subdirectory in een webadres (URL). Bij het oplezen van een webadres wordt de schuine streep meestal als het Engelse 'slash' uitgesproken.
- In sommige besturingssystemen zoals Unix en Linux wordt de forward slash gebruikt om een subdirectory aan te geven. Met een enkele forward slash wordt de rootdirectory aangegeven. Bijvoorbeeld: /home/kees/Afbeeldingen geeft de directory 'Afbeeldingen' aan, in de directory van gebruiker 'kees'.
- In andere besturingssystemen kan het vaak bij programma's op de commandoregel gebruikt worden om opties mee te geven. Bijvoorbeeld in MS-DOS: dir *.txt /s /od /aa
- Mensen die vaak met computers werken gebruiken soms de schuine streep om kort op te schrijven welk traject gevolgd kan worden om bij het juiste onderdeel te komen. Daarbij wordt voor ieder programma, menuonderdeel of tabblad een schuine streep gezet. Bijvoorbeeld de optie "snel opslaan" bevindt zich bij Microsoft Word onder het menu 'Extra' bij de 'Opties' en het traject om daar te komen kan opgeschreven worden als: Word / Extra / Opties / Opslaan / Snel opslaan. Of bijvoorbeeld een programma vinden via het startmenu: Start / Programma's / Bureau Accessoires / Systeemwerkset / Schijfcontrole. Hiervoor wordt ook wel (in navolging van de 'pipes' in Unix) het sluisteken gebruikt.
- In Windows kan meestal geen schuine streep worden gebruikt in de naam van bestanden en mappen.
- In diverse programmeertalen kan met behulp van slashes een opmerking ('commentaar') worden aangeduid. Bijvoorbeeld:

```
// Hier staat een opmerking van één regel (zonder afsluitingsteken).
/*
Hier staat een opmerking die zich uitstrekt
over meer dan één regel; deze moet afgesloten 
worden om aan te geven dat het commentaar 
stopt en daarna uitvoerbare code volgt.
*/

```

Het teken moet niet worden verward met de schuine streep achterover ('\' = backslash). Bij Microsoft Windows wordt voor een subdirectory de backslash gebruikt.

## Geschiedenis
De eerste schuine strepen worden aangetroffen in teksten uit het begin van onze jaartelling. Het teken werd eeuwenlang gebruikt om zinnen in logische stukken op te delen, of om leespauzes aan te geven. Zo'n schuine streep werd virgula ('staafje') genoemd.
In de loop der eeuwen ontwikkelde het teken zich tot wat we nu kennen als de komma. Ten tijde van de introductie van de boekdrukkunst was de schuine streep echter nog steeds niet volledig door de komma verdrongen en omdat drukkers aanvankelijk slechts drie leestekens in hun letterbakken hadden (punt, vraagteken en schuine streep) bleef het gebruik van de schuine streep voor dit doel tot in de zestiende eeuw populair. Ook na de introductie van de gedrukte komma werd in teksten in het gotische lettertype nog steeds de schuine streep als komma gebruikt. Vooral in Duitsland was dit lettertype populair. De benaming 'Duitse komma' voor de schuine streep herinnert daaraan.
In de loop van de zeventiende eeuw verdween het gebruik van de schuine streep als komma.